# William Tweed
Pour les articles homonymes, voir Tweed.
William Magear Tweed (3 avril 1823 - 12 avril 1878), dit « Boss Tweed », est un homme politique américain d'origine irlando-écossaise, chef du Tammany Hall, le nom donné à l'organisme politique du parti démocrate qui a joué un rôle majeur dans l'histoire politique de New York au XIXe siècle. Il est inculpé et emprisonné pour avoir détourné du budget de la ville des millions de dollars à travers un système de corruption.

## Son nom
Le deuxième nom de Tweed n'apparaît sur aucun document encore existant. Tweed donnait invariablement son nom sous la forme « William M. Tweed » sur les nombreux documents gouvernementaux qu'il a signés. Le « M. » signifie probablement Magear, le deuxième nom de son fils, William Magear Tweed Jr, puisque, s'il n'avait pas le même nom complet, la présence du suffixe « Junior » ne s'imposerait pas. Magear était le nom de jeune fille de la mère de Tweed. On lui prête couramment le deuxième nom de Marcy, mais c'est dans un sens humoristique seulement, puisque ce nom fait référence au gouverneur de New York (1833-1838), William L. Marcy, l'homme qui a dit : « Au vainqueur le butin ».

## Carrière politique
Tweed commence son ascension en s'engageant comme pompier volontaire ce qui, dans les années 1840 était considéré à New York comme un premier pas dans une carrière de politicien. Tweed fut élu à la Chambre des représentants des États-Unis en 1852, au Bureau des Conseillers de la ville de New York en 1856, et au Sénat de l'État de New York en 1867.
Les hommes d'affaires Jay Gould et Big Jim Fisk le nommèrent directeur de l'Erie Railroad, une compagnie ferroviaire qui opérait dans l'État de New York, et, en contrepartie, le politicien réalisa des modifications législatives qui favorisaient leurs activités. Tweed et Gould devinrent les cibles préférées du caricaturiste politique Thomas Nast en 1869.

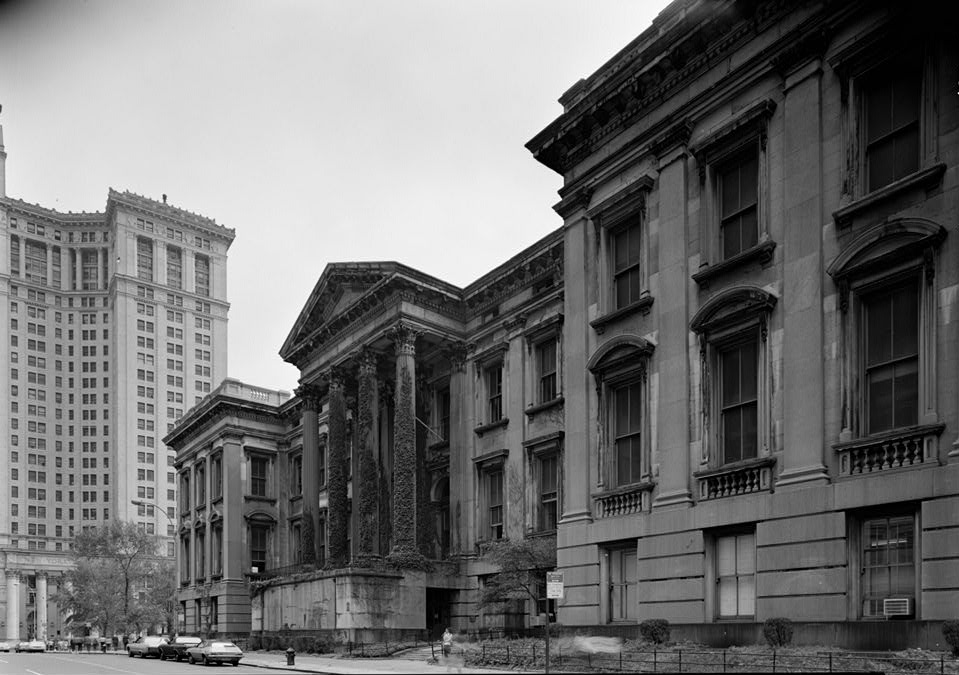
La façade nord de la Tweed Courthouse.

En avril 1870, Tweed favorisa l'adoption d'une ordonnance donnant au maire (A. Oakey Hall), au contrôleur et aux commissaires aux parcs et travaux publics le contrôle de New York. Cette charte lui ouvrit la voie pour piller littéralement les ressources de la ville. Le montant total des sommes détournées ne fut jamais révélé mais a été estimé dans une fourchette de 75 à 200 millions de dollars. Pendant deux ans et huit mois, la dette de la ville de New York passa de 36 millions de dollars (1868) à 136 millions (1870), alors que les dépenses étaient faibles. Ces opérations contribuèrent à la crise bancaire de mai 1873. 
Tweed organisa une fraude massive en incitant les auteurs de travaux publics à facturer des sommes supérieures de 15 à 65 % à la réalité. Les sommes supplémentaires étaient partagées entre Tweed, ses subalternes et ses amis. Le surcoût le plus important provint de la célèbre Tweed Courthouse, qui coûta la bagatelle de 13 millions de dollars (alors que les tarifs à l'époque l'auraient estimé à 3), laissant 10 millions dans les poches de Tweed et de sa bande. La ville se vit aussi facturer la somme de 3 millions de dollars pour de soi-disant frais d'imprimerie et de stationnement.
Bien que connu pour son vaste empire de corruption, Tweed contribua toutefois à l'amélioration de la ville de New York par la construction d’hôpitaux et d’orphelinats, l'élargissement de Broadway, dans l'Upper West Side, et il permit la sécurisation des sols pour l'érection du Metropolitan Museum of Art.

## Arrestation puis évasion

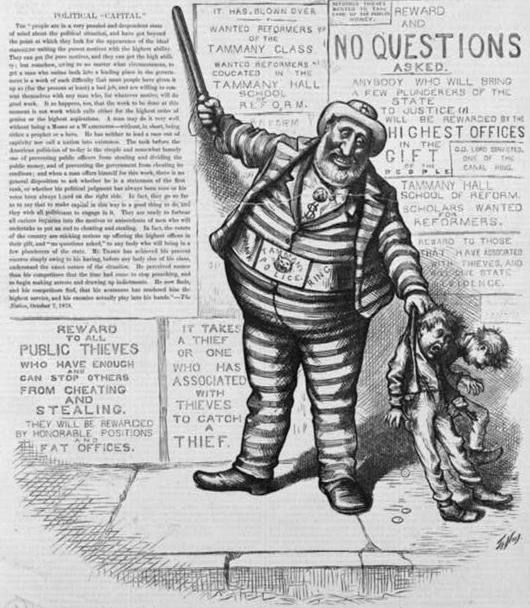
Tweed-le-dee and Tilden-dum
Caricature de Thomas Nast publiée en 1876 dans le Harper's Weekly représentant William Tweed sous les traits d'un officier de police qui dit à deux enfants : « Si tout ce que veulent les gens, c'est qu'on arrête quelqu'un, je vous fais inculper de pillage ; on vous laissera vous échapper, personne ne sera blessé, puis Tilden ira à la Maison Blanche et moi je deviendrai gouverneur à Albany. »

La chute de Tweed survint lorsqu'une de ses relations, insatisfaite du montant qu'elle avait perçu lors d'une transaction douteuse, fournit au New York Times les éléments qui prouvaient la fraude dont était victime la ville de New York. On proposa au journal la somme de 5 millions de dollars pour ne pas publier ces preuves. Lors d'un entretien avec le journal, quelque temps plus tard, le seul commentaire de Tweed fut : « Bon, qu'allez-vous y faire ? » Les articles du New York Times et les caricatures politiques de Thomas Nast contribuèrent toutefois à l'élection de plusieurs candidats de partis opposés en 1871. On attribue à Tweed l'exclamation : « Arrêtez avec ces foutues images. Je me fiche de ce que les journaux disent de moi, car mes électeurs ne savent pas lire. Mais, bon sang, ils peuvent voir ces images ! »
En octobre 1871, lorsque Tweed fut contraint de payer une caution de 8 millions de dollars, l'homme d'affaires Jay Gould vint à son aide. Mais les efforts des réformateurs politiques William H. Wickham (maire de New York en 1875) et Samuel Tilden (candidat démocrate à l’élection présidentielle de 1876) permirent l'ouverture du procès de Tweed et sa condamnation en 1873 à douze années d'emprisonnement, peine qu'une Cour de justice réduisit. Finalement, Tweed ne fit qu'une année de prison. Il fut ré-arrêté sur des charges civiles, poursuivi par l'État de New York pour une dette de 6 millions de dollars et incarcéré jusqu'à ce qu'il puisse payer une caution de 3 millions de dollars. Le 4 décembre 1875, Tweed parvint à s'échapper et à s’enfuir à Cuba.
Sa présence à Cuba découverte par le gouvernement américain, il fut arrêté par les autorités cubaines. Avant que la question de l'extradition ne fût réglée, Tweed versa un pot-de-vin qui lui permit d'embarquer à bord d'un bateau à destination de l'Espagne. Les autorités furent rapidement informées de son départ pour l'Espagne et prirent des dispositions pour procéder à son arrestation dès qu'il foulerait le sol espagnol. On dit que ce fut grâce aux caricatures de Thomas Nast que les policiers espagnols le reconnurent et purent l'interpeler. Il fut extradé et remis aux autorités new-yorkaises le 23 novembre 1876. Incarcéré à la prison de Ludlow Street, non loin de sa maison natale, il y mourut deux ans plus tard, apparemment de pneumonie, le 12 avril 1878. Tweed avait 55 ans.
Il est enterré au cimetière de Green-Wood, dans le district de Brooklyn.

## Le «Boss Tweed» aujourd'hui
Dans leurs études sur Tweed et le Tammany Hall, la plupart des livres et ouvrages condamnent la corruption et le rôle de conjuré joué par « Boss Tweed ». Les livres d'histoire soulignent l'intensité des attaques de Thomas Nast et leur influence sur la fin de sa carrière, dans la prison de Ludlow Street. Tweed a inauguré la notion de "machine politique", dont se sont inspirés de nombreux politiciens depuis.

## Anecdotes
- Le personnage de Boss Tweed a été interprété par Jim Broadbent dans le film Gangs of New York (2002).
- Tweed apparaît sous les traits d'un personnage vil et violent dans le roman de Neal Shusterman, Downsiders. Cependant, dans son roman Forever, l'écrivain américain d'origine prolétarienne Pete Hamill dépeint Tweed sous des traits favorables.

### Sources et bibliographie
- (en) Luc Sante, Low Life: Lures and Snares of Old New York, Farrar, Straus & Giroux, 2003.
- (en) Denis T. Lynch, Boss Tweed : The story of a grim generation, Blue Ribbon Books, New-York, 1927
- (en) Seymour J. Mandelbaum, Boss Tweed's New York, 1965.  (ISBN 0471566527)
- (en) Kenneth D. Ackerman, Boss Tweed : The Rise and Fall of the Corrupt Politician Who Conceived the Soul of New York, 2006.
- (en) Leo Hershkowitz, Tweed's New York : Another Look, 1977.